# Gwara sersko-łagadińska

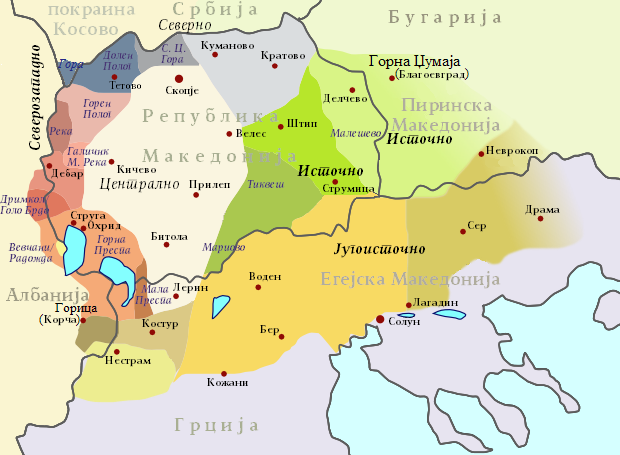
Gwara sersko-łagadińska (ciemnożółta) na mapie dialektów macedońskich

Gwara sersko-łagadińska (mac. серско-лагадински говори, cерско-драмско-лагадинско-неврокопски говори) – gwara macedońska, zaliczana do grupy peryferyjnych gwar południowomacedońskich. Używany jest przede wszystkim w Grecji, we wschodniej części Macedonii Egejskiej. 
Obszar dialektalny sersko-łagadiński styka się od północy z gwarą maleszewsko-piryńską, od zachodu z gwarą sołuńsko-wodeńską, a na północnym wschodzie przechodzi w bułgarski dialekt rupski. Z racji swojego przejściowego charakteru, nawiązuje on wieloma cechami do dialektów bułgarskich.

## Cechy językowe

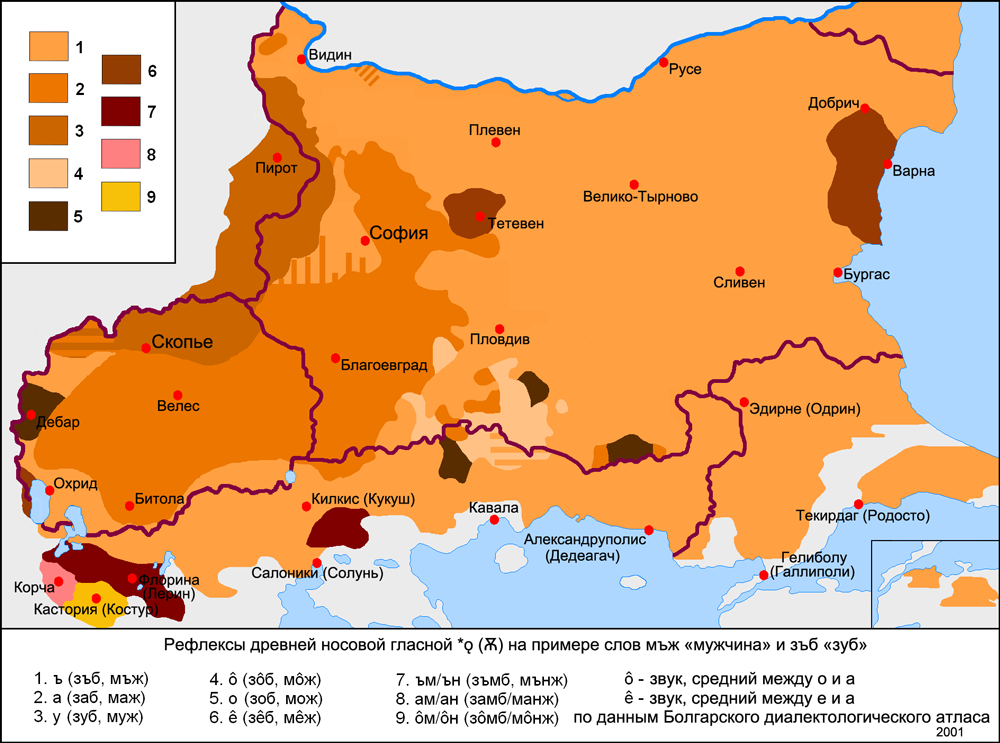
Kontynuanty prasłowiańskiej nosówki *ǫ w gwarach bułgarskich i macedońskich

Do charakterystycznych cech fonetyki gwary sersko-łagadińskiej należą:
- ruchomy akcent wyrazowy, podobnie jak w gwarze maleszewsko-piryńskiej[1], szczególnie charakterystyczne są formy z akcentem pobocznym typu ˈcariˌca-ta, ˈglasuˌve-tu[1],
- przejście *ě (jać) w ja lub jä, np. brjak, djal, sjanka[1],
- liczne przypadki zachowania nosowego charakteru dawnych *ǫ i *ę[1],
- jer *ъ jest w głoskach rdzennych kontynuowany przez ă, np. săn, dăš < psł. *sъnъ, *dъždžь[1] lub  a, np. san, daš, bačva[3], podczas gdy *ь przez e, np. den < psł. *dьnь[3],
- zachowany jest fonem χ[1], jednak zanika[4],
- lokalnie poświadczony jest rozwój *y w ă (odrębny od *i), np. băk, băl, răba, săn[1],
- brak przejścia grupy *čr- w cr-, np. čărn[5].

Słownictwo tej gwary jest bogate w archaizmy, jednak zawiera również liczne turcyzmy i grecyzmy.